# Сходження на гору Фенікса Цзіньлін
«Сходження на гору Фенікса в Цзіньліні» є твором знаменитого Лі Бо з семи ієрогліфів. Перший куплет цього вірша створений на основі міфу про те, що Фенікс одного разу відвідав гору Фенікса. У другому куплеті зображено палац династії У, який перетворився на стародавнє місто. Далі в куплеті описується прекрасний краєвид великих річок і гір батьківщини, білі хмари, що закривають сонце. Також згадане місто Чан'ань.
Вірші Лі мають свої особливості. Вони виражають власні унікальні почуття, переплітаючи історичні алюзії, пейзаж перед собою та власні почуття поета, виражаючи тривогу за країну та скорботу.

## Переклад
Сходження на гору Фенікса Цзіньлін.
Фенікс пливе на гору Фенікса, фенікс пливе до Тай Конгу і річки Цзи.
Квіти і трава в палаці У покрили доріжку, і коронований одяг династії Цзінь у древньому кургані.
Три з половиною гори падають за блакитне небо, і дві води розділяють в середині Байлучжоу.
Це завжди тому, що плаваючі хмари можуть закрити сонце, а зникнення Чан'аня змушує людей хвилюватися.

## Історія написання
Цей вірш був написаний під час правління Тяньбао (правління Тан Сюаньцзун, 742—756 рр.), коли автора вигнали з Чан'аня і він вирушив на південь до Цзіньліна. «Гора Фенікса» знаходиться на горі Фенхуа в Цзіньлінг. Згідно з легендою, під час періоду Юнцзя династій Лю, Сун у Південній династії фенікси збиралися на цій горі.

## Композиція
Перші два речення описують легенду про гору Фенікса. Наразі гора Фенхуан знаходиться у Нанкіні. Згідно з легендою, під час правління Південних династій Лю, Сун і Юаньцзя на цій горі збиралися фенікси. Фенікс –сприятливий птах. У той час поява фенікса символізувала процвітання династії; але, коли фенікс відправився в Тай Конг, процвітання Шести династій минуло назавжди. Лише вода річки Янцзи все ще тече!
У період трьох царств У, пізніше Східна династія Цзінь, і Сун, Ці, Лян і Чень у Південних династіях послідовно заснували свої столиці в Цзіньліні, тому Цзіньлін відомий як «стародавня столиця Шести династій». За цей час Цзіньлін досяг нечуваного процвітання і став найбільшим містом у світі з населенням понад один мільйон. Довга річка Ціньхуай протікає через місто. Хоча Шість династій були процвітаючими, період їх правління був недовгим. Кожна династія існувала близько 55 років. Імператори Східної династії Цзінь давно пішли з життя, а процвітання Шести династій зникло у хвилях історії, як гора Фенікса.
Два речення змінилися з ліричних на сценічні. Поет не завжди занурювався в данину історії, а зображав свої думки щодо річки та гір.
Наступні два рядки мають глибоке значення. Чан'ань є резиденцією імператорського двору, а сонце є символом імператора. У двох віршах Лі Бо йдеться про те, що імператор оточений підступним злом, і він не має можливості служити країні. Його настрій дуже сумний. Згідно з легендою, Лі Бо дуже захоплювався віршем Цуй Хао «Вежа жовтого журавля» і хотів порівняти результат, тому він написав вірш «Сходження на гору Фенікса в Цзіньліні».

## Особливість
Художня особливість твору Лі Бо «Сходження на гору Фенікса в Цзіньлін» полягає насамперед у повному та енергійному дусі, який відбивається в ньому. У творі прихована філософська концепція, яка широко використовувалася з періоду династії Цінь. Хоча інші поети по-різному розуміють цей твір, вони всі погоджуються щодо ідеологічного темпераменту, духу особистості та мистецького почуття, що міститься в ньому. «Сходження на гору Фенікса в Цзіньлін» очевидно, наповнене енергійною та широкою атмосферою, яка змушує його спостерігати за минулим і сьогоденням. Глибоке мислення та піднесене розуміння Лі Бо відіграють велику роль у величезному мистецькому царстві. Крізь рядки можна відчути пульс історії та подих поета.
Акцент Лі Бая на природі є вічним, з одного боку, щоб сприяти його погляду на світ «речі і я єдині», з іншого боку, щоб викрити міф правління в історії. Тому що з давніх часів майже всі правителі проповідували, що їхні покоління триватимуть вічно і їхні духи не вмруть. Їм також прищепили таку модель в народну ідеологію, змушуючи людей вірити в це. Однак Лі Бо не погодився з цим. Він вірить, що навіть такий могутній правитель, як Цінь Шіхуанді, може «змахнути своїм мечем, щоб пробитися крізь хмари, що пливуть, і князі прийдуть на захід». Тому, на думку Лі Бо, серед усіх речей у Всесвіті тільки природа може отримати вічне існування. Весь добробут і розкіш зникнуть; якщо вони все ще існують, то, здається, існують лише як контраст до природи. Крім того, Лі Бо вибрав найбільш типові речі, коли висловлював велич природних сил і мінливий погляд на час і простір, тобто плутанину «трьох гір і наполовину падіння» і величезності «розділу двох вод». Таким чином, зміна простору відображається як єдине ціле, надихаючи людей на глибші роздуми.